# Zef (dériveur)
Pour les articles homonymes, voir Zef.
Le Zef est une classe de dériveur léger de promenade et d'initiation qui démocratise la voile de loisir en France, dès 1962.

## Historique

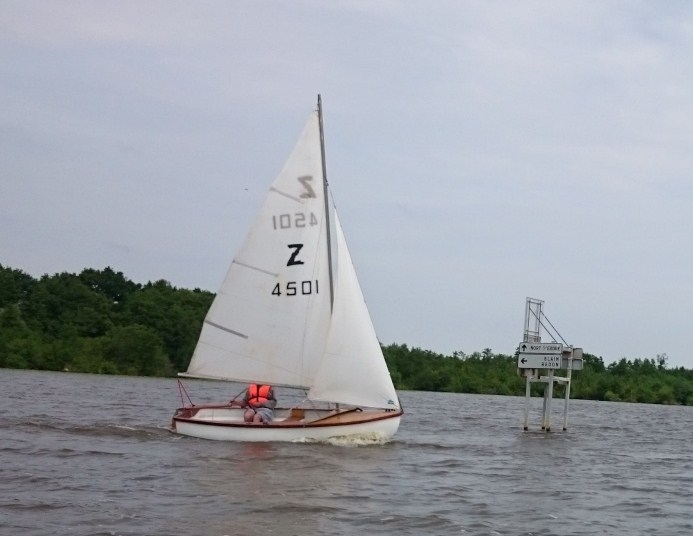
Zef au près.

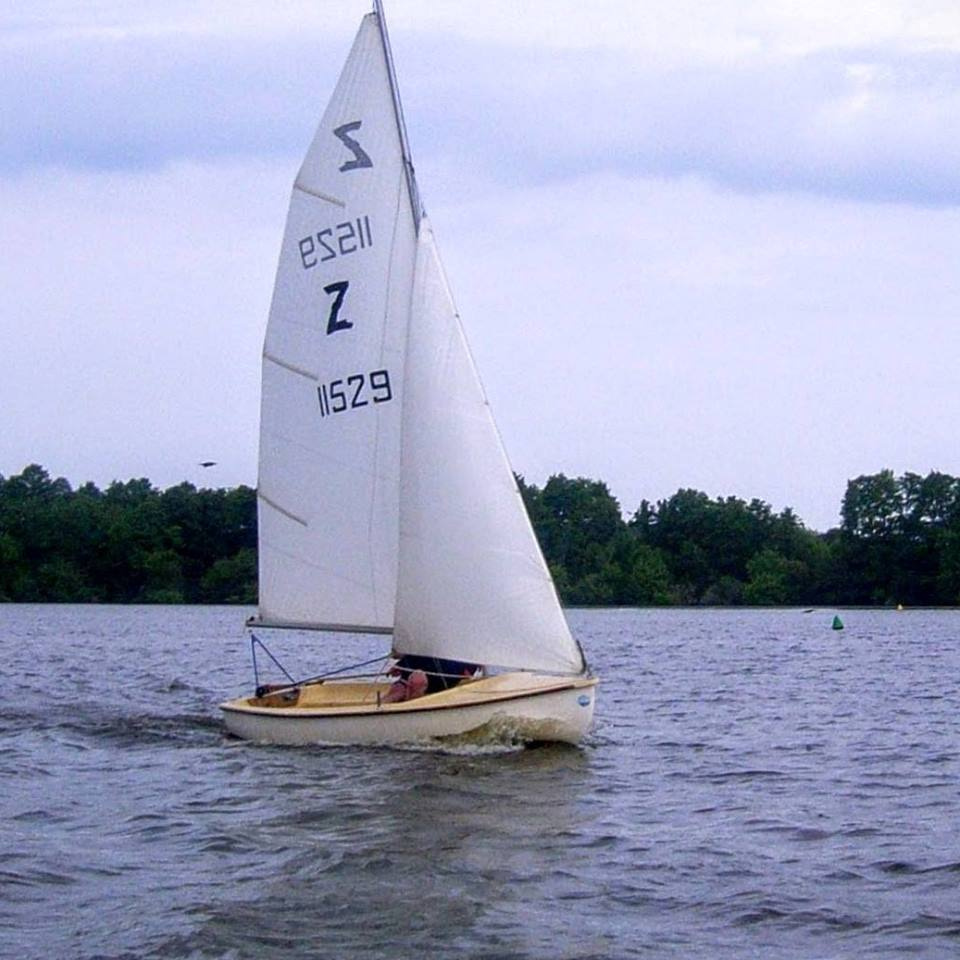
Zef au près serré.

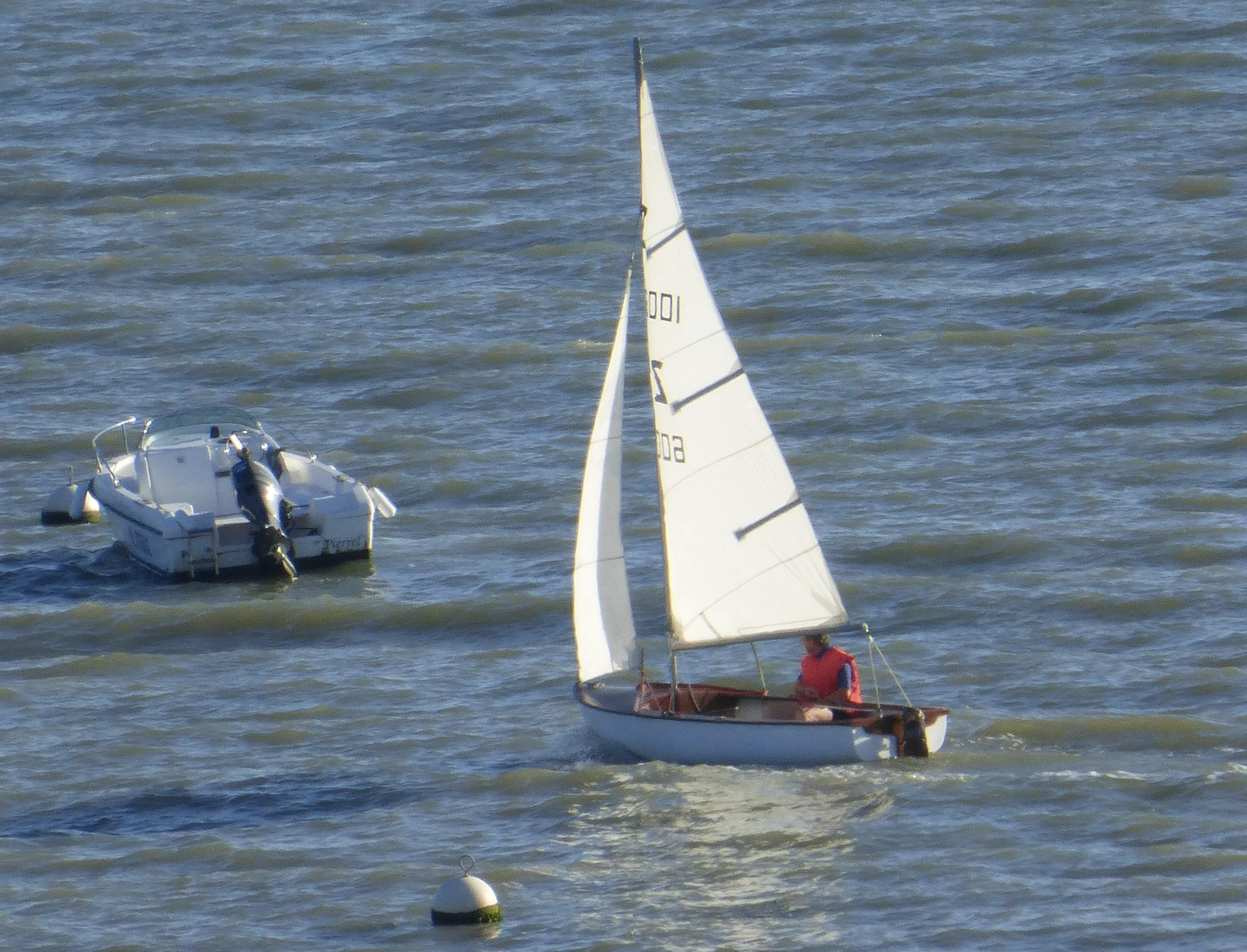
Zef au largue.

L’histoire du Zef est indissociable de celle du chantier La Prairie dont il a été le produit phare.
En 1961 Michel Nivelt, nomme comme directeur du département nautisme, Lucien Gourmez. Les deux hommes conçoivent un petit voilier d’initiation, économique, équivalent plastique du Vaurien. Le cahier des charges précise aussi que ce dériveur doit être un bateau polyvalent, susceptible d’être utilisé comme barque à rame ou canot à moteur pour la pêche.
Le chantier met au point des chaînes de production polyester, sur un mode inspiré de la construction automobile. Entre 1962 et 1975, 18 000 exemplaires ont été construits à Soyaux  commune voisine de L'Isle-d'Espagnac où le siège social de la société La Prairie est toujours demeuré.

## Différentes versions
Le Zef a évolué au cours de sa carrière. Les premiers exemplaires, jusqu’au numéro 6000 environ, ont une dérive sabre, un pont avant en contre-plaqué marine et des plats bords en acajou africain. Leur accastillage est minimal. Le mât et la bôme sont en bois, mais, en option, les espars peuvent être fournis en duralinox, un alliage d’aluminium, de cuivre et de manganèse. Leur coque assez haute sur l’eau évoque celle des canots bretons.
Les exemplaires intermédiaires, des numéros 6000 à 11000 environ, sont équipés d’une dérive pivotante et d’un accastillage plus complet. Les espars sont de série en duralinox ainsi que la tête de gouvernail. Leur franc-bord est abaissé et le pontage avant est en polyester mais de nombreuses pièces en acajou verni persistent : plats bords, tableau arrière, banc de nage.
Avec les derniers exemplaires, des numéros 11000 à 18000 environ, le Zef subit une refonte totale,. Le franc-bord est abaissé une nouvelle fois pour affiner la ligne et il est doté d’une double coque en polyester (bleu clair ou jaune). Seules quelques parties en bois subsistent comme les listons ou le banc du puits de dérive. L’aspect du Zef se rapproche alors de celui d’un petit dériveur de sport. D’ailleurs en option des équipements de compétition sont proposés par le chantier : spinnaker, barre d’écoute centrale, sangles de rappel,.
Cependant toutes les versions du Zef ont la même carène et le même plan de voilure, leurs performances sont identiques. Toutes les versions peuvent être également utilisées sans mât et voiles comme une barque à rame ou canot à moteur. À cet effet tous les Zef possèdent des supports pour dames de nage et leur tableau arrière est conçu pour recevoir un petit moteur hors bord.
Une version Junior (3,20 m) avec l'avant non ponté est destinée à l’initiation des jeunes ainsi qu’aux caravaniers et aux campeurs parce que transportable sur un toit de voiture. Sa diffusion a été moins importante que celle du Zef.

## Qualités et succès
Durant l'époque où il est commercialisé, de 1962 à 1980, de nombreuses écoles de voile sont équipées de Zef. Une bonne stabilité provient de sa bonne largeur à la flottaison, elle permet des fautes de manœuvres le rendant adapté à l'initiation.
Quant aux bonnes dispositions du Zef par vent faible idéal pour l'initiation, la revue « Bateaux » les expliquait de la manière suivante : "Par petit temps, sa surface de voilure importante (le Zef porte un peu plus de toile que le Vaurien) et sa coque courte et ronde à faible surface mouillée en font un excellent marcheur à toutes les allures, qui atteindra très facilement sa vitesse limite et démarrera très vite"
Bien qu'il soit conçu pour les plans d’eau calmes, le Zef se comporte de manière très sûre quand les vagues commencent à se former,.
Avec plus de 18 000 exemplaires construits,, le Zef est un succès commercial. Il a été exporté dans de nombreux pays d’Europe : Italie, Allemagne, Belgique, Espagne, Grèce ou encore États-Unis.

## Personnalités célèbres ayant possédé un zef
Le plus célèbre utilisateur et propriétaire de Zef a été sans conteste l'écrivain non conformiste de science-fiction et de fantastique Jacques Sternberg qui, excellent barreur, mais pas du tout régatier, a utilisé son Zef (nommé Eric) pour des traversées assez longues par fort vent... et qui en a fait fantasmer d'autres (la traversée du Pacifique en Zef, pas moins !) dans son délirant roman érotico-nautique Le Navigateur (éditions Albin Michel).
On peut aussi citer l'artiste France Gall. Apprenant qu'elle avait l'habitude de passer ses vacances sur l'île de Noirmoutier où elle pratiquait la voile avec ses parents, Michel Nivelt, dirigeant du chantier La Prairie, eut l'idée de lui offrir le 7000 ème zef à l'occasion du salon nautique de Paris de janvier 1968. Lors de la disparition de la chanteuse le 7 janvier 2018 plusieurs photos de cet événement sont ressorties.